# Балей
Бале́й — город в Забайкальском крае Российской Федерации.  Является административным центром Балейского района.

## Этимология
Город возник как село Новотроицкое (до этого Кибиревская слобода), при котором в 1929 году был организован промысел «Балейзолото». Это обусловило рост и золотодобывающую специализацию поселения, которое вскоре получило название Новотроицкий Промысел. В 1938 году село преобразовано в город Балей. Название связано с местным урочищем Балейская горка (ныне Золотая горка), где в основе предполагается даурское «балей» — «святое место».

## География
Расположен у южного подножия Борщовочного хребта, в 55 км к югу от железнодорожной станции Приисковая, на правом берегу реки Унды, в 350 км к юго-востоку от Читы. Через город проходит региональная автодорога Р431. К востоку находится недействующий с 1990-х годов аэропорт Балей.
Основа промышленности города — золотодобыча, объёмы которой в последние годы падают (официально ведёт добычу только ООО «Каменский Карьер»). Экономические проблемы дополняются экологическими из-за высокой концентрации радиоактивных веществ.

## История
Первое россыпное золото было найдено в 1838 году геологом Дубровским по реке Широкая, впадающей в реку Унда недалеко от селения Казаково. Добыча золота из россыпей в районе современного Балея началась в 1858 году на Казаковском и в 1892 году на Ново-Троицком промыслах Кабинета. Добыча россыпей велась в основном открытым способом и не прекращалась до 1917 года.
К 1917 году было добыто более 2400 пудов золота. В 1917 году промыслы были национализированы, однако до 1919 года добыча не велась.
В правление атамана Семёнова добыча была возобновлена, и в 1919—1920 годах было добыто 40 пудов золота. В годы гражданской войны добыча велась кустарным способом, и полученное золото вывозилось в Китай в обмен на товары и спирт. До 1929 года добывалось только россыпное золото.
В окрестностях села Новотроицкое в 1929 году открыто коренное месторождение рудного золота. В том же году организован промысел «Балейзолото». Это обусловило рост и золотодобывающую специализацию села, которое вскоре получило название Новотроицкий Промысел. Балейское месторождение отрабатывалось комбинированным подземным и открытым способом. Первая золотоизвлекательная фабрика (ЗИФ) вошла в строй в 1935 году. В этом же году построен санаторий «Ургучан» (26 км от Балея).
В 1938 году село Новотроицкий Промысел преобразовано в город Балей. В середине 1930-х годов комбинат занял одно из ведущих мест по добыче золота в стране, но шла она неравномерно. Подъёмы, когда открывались новые богатые жилы, чередовались с падениями, когда их вырабатывали. Эти взлёты и падения сопровождались приливами и отливами золотодобытчиков.
На территории месторождения существовал исправительно-трудовой лагерь, но основная рабочая сила была вольнонаёмная. В период войны на шахтах работали женщины и заключённые.
К концу войны население Балея поразила эпидемия силикоза (тяжёлое лёгочное заболевание вызываемое тончайшей кварцевой пылью).
В конце войны в Балей из Красноярского края были переселены ссыльные немцы Поволжья.
Балейское месторождение почти полностью отработано к концу Великой Отечественной войны. В 1947 году близ Балея было открыто Тасеевское золоторудное месторождение. Компактное залегание рудных тел и высокие содержания золота 200—300 г/т быстро выдвинуло комбинат «Балейзолото» на одно из первых мест в системе Минцветмета СССР. Чтобы освоить огромные объёмы работ, требовались рабочие руки, которых после войны просто не было. Вопрос решили, добавив к «свободным рабочим рукам» лагерь заключённых, который поставили прямо на месторождении (Балейский ИТЛ).
Из заключённых с высшим образованием был создан конструкторский отдел, своего рода Тасеевская «шарашка».
Балейский ИТЛ (Балейлаг, Балейский ИТЛ и Тасеевское строительство) существовал с 07.06.1947 по 29.04.1953. Численность лагеря по годам: 01.08.47 — 2285, 01.01.48 — 4142, 01.01.49 — 4000 (УРО), 10.04.52 — 2556 (в том числе 295 женщин, 106 осуждённых за к/р преступления), 15.04.53 — 2679. Осуждённые обслуживали потребности комбината «Дарасунзолото» (до 10.03.48) и «Балейзолото» Главспеццветмета МВД, Тасеевского строительства (с 23.05.51), шахтные, подсобные сельскохозяйственные работы, лесозаготовки и сплав, проектные работы в филиале института «Гипрозолото» с 01.07.52, строительство опытной золотоизвлекательной фабрики.
Разработка Тасеевского месторождения (ГОК «Балейзолото») прекращена в 1997 году. В 1998 году задолженность ОАО ГОК «Балейзолото» перед федеральным бюджетом составляла 40 млн руб.
С развалом градообразующего предприятия в городе начался социальный кризис. К 2003 году население города сократилось до 14 000 человек (в 1992 году — 23 000 чел.).
С 1938 года по весну 2008 года Балей был городом областного подчинения, затем городским округом. На общегородском референдуме 2008 года жители приняли решение о ликвидации статуса и объединении с районом. Сегодня он является центром городского поселения. в 2024 году район получил статус муниципального округа.

## Образовательные организации
В 1931 году открылась "Избушкинская школа" (от Избушки). Она имела срок обучения в 4 года. Далее школа стала семилетней школой и получила №1. Первый директор – Лесков Е. Ф.
После реорганизации ОУ были закрыты такие школы как: школа №9 по улице Ленина, школа №2, вечерняя школа (№15), школа №11
Школы на 2025 г.
- МКОУ НОШ №3
- МКОУ СОШ №5
- МКОУ СОШ №6
- МКОУ СОШ №14

## Население
| 1939    | 1959    | 1967    | 1970    | 1979    | 1987    | 1989    |
| ------- | ------- | ------- | ------- | ------- | ------- | ------- |
| 31 200  | ↘28 848 | ↘28 000 | ↘27 215 | ↘25 896 | ↗26 000 | ↘23 898 |
| 1992    | 1996    | 1998    | 1999    | 2000    | 2001    | 2002    |
| ↘23 700 | ↘20 100 | ↘19 500 | ↘19 100 | ↘18 800 | ↘18 300 | ↘14 797 |
| 2003    | 2005    | 2006    | 2007    | 2008    | 2009    | 2010    |
| ↗14 800 | ↘14 000 | ↘13 700 | ↘13 400 | ↘13 200 | ↘13 049 | ↘12 533 |
| 2011    | 2012    | 2013    | 2014    | 2015    | 2016    | 2017    |
| ↘12 500 | ↘12 208 | ↘12 051 | ↘11 835 | ↘11 696 | ↘11 587 | ↘11 370 |
| 2018    | 2019    | 2020    | 2021    |         |         |         |
| ↘11 151 | ↘10 879 | ↘10 732 | ↘10 286 |         |         |         |

На 1 января 2025 года по численности населения город находился на 913-м месте из 1124 городов Российской Федерации.

## Настоящее время
В сентябре 2004 года Highland Gold приобрела месторождение Тасеевское по цене 26 млн долл. США. Осваивается месторождение совместно с корпорацией Barrick Gold (Канада). В целях эффективного управления разработкой была создана компания ООО «Тасеевское», офис которой находится непосредственно в Балее, и которая владеет лицензией на отработку Тасеевского месторождения. В настоящее время ООО «Тасеевское» ведёт работы по переоценке потенциала Тасеевского золоторудного месторождения с целью возможного возобновления его разработки (по состоянию на 2006 год численность работников ООО «Тасеевское» составляет 130 чел.). Параллельно с доразведкой месторождения в 2006 году ООО «Тасеевское» разработала и запустила комплексную социально-экономическую программу развития Балея и Балейского района.

## Известные уроженцы
- Вострецов, Сергей Алексеевич — российский общественный деятель, депутат Государственной Думы (2014—2016), руководитель объединения профсоюзов Соцпроф.
- Димов, Анатолий Константинович — легкоатлет, финалист летних Олимпийских игр 1980 года в Москве.
- Каминский, Анатолий Владимирович — государственный и политический деятель ПМР. Бывший Председатель Верховного Совета Приднестровской Молдавской Республики (с 2009 по 2012 год).